# Залізнична платформа Барлак
Залізнична платформа Барлак (рос. Остановочная Платформа Барлак) — населений пункт (тип: залізнична платформа) у Мошковському районі Новосибірської області Російської Федерації.
Входить до складу муніципального утворення Барлацька сільрада. Населення становить 49 осіб (2010).

## Історія
Згідно із законом від 2 червня 2004 року органом місцевого самоврядування є Барлацька сільрада.

## Населення
| 2002 | 2007 | 2010 |
| ---- | ---- | ---- |
| 35   | ↗42  | ↗49  |